# Маріанн Вердел
Маріанн Вердел (англ. Marianne Werdel, нар. 17 жовтня 1967) колишня американська професійна тенісистка.
Найвищу одиночну позицію світового рейтингу — 21 місце досягнула 9 жовтня 1995, парну — 45 місце — 25 травня 1992 року.
Завершила кар'єру 1997 року.
21 листопада 1992 одружилася з баскетболістом Роном Вітмеєром.

## Фінали Туру WTA

### Одиночний розряд 6
| Легенда           |   |
| Grand Slam        | 0 |
| WTA Championships | 0 |
| Tier I            | 0 |
| Tier II           | 0 |
| Tier III          | 0 |
| Tier IV & V       | 0 |

| Результат | Ранг | Дата            | Турнір                                   | Покриття | Опонент             | Рахунок       |
| Поразка   | 1.   | 30 липня 1989   | Schenectady, New York, USA               | Тверде   | Лаура Гільдемейстер | 4–6, 3–6      |
| Поразка   | 2.   | 25 серпня 1990  | Schenectady, New York, USA               | Тверде   | Анке Губер          | 1–6, 7–5, 4–6 |
| Поразка   | 3.   | 21 жовтня 1990  | Scottsdale, Arizona, USA                 | Тверде   | Кончіта Мартінес    | 5–7, 1–6      |
| Поразка   | 4.   | 18 квітня 1993  | Паттая, Таїланд                          | Тверде   | Басукі Яюк          | 3–6, 1–6      |
| Поразка   | 5.   | 19 вересня 1993 | Hong Kong Tennis Open                    | Тверде   | Ван Ші-тін          | 4–6, 6–3, 5–7 |
| Поразка   | 6.   | 12 січня 1997   | Moorilla Hobart International, Австралія | Тверде   | Домінік Монамі      | 3–6, 3–6      |

### Парний розряд 5
| Легенда           |   |
| Grand Slam        | 0 |
| WTA Championships | 0 |
| Tier I            | 0 |
| Tier II           | 0 |
| Tier III          | 0 |
| Tier IV & V       | 0 |

| Титули за покриттям |   |
| Тверде              | 0 |
| Ґрунт               | 0 |
| Трава               | 0 |
| Килим               | 0 |

| Результат | Ранг | Дата            | Турнір                                | Покриття | Партнер               | Опоненти                                | Рахунок       |
| Поразка   | 1.   | 24 травня 1992  | Ladies Championship Gstaad, Швейцарія | Ґрунт    | Каріна Габшудова      | Емі Фрейзер Елна Рейнах                 | 5–7, 2–6      |
| Поразка   | 2.   | 23 травня 1993  | Ladies Championship Gstaad, Швейцарія | Ґрунт    | Ліндсі Девенпорт      | Мері Джо Фернандес Гелена Сукова        | 2–6, 4–6      |
| Поразка   | 3.   | 19 вересня 1993 | Hong Kong Tennis Open                 | Тверде   | Деббі Грем            | Карін Кшвендт Рейчел Макквіллан         | 6–4, 4–6, 2–6 |
| Поразка   | 4.   | 12 лютого 1995  | Чикаго, Illinois, USA                 | Килим    | Тамі Вітлінгер-Джонс  | Габріела Сабатіні Бренда Шульц-Маккарті | 7–5, 6–7, 4–6 |
| Поразка   | 4.   | 25 травня 1996  | Internationaux de Strasbourg, Франція | Ґрунт    | Tami Whitlinger-Jones | Басукі Яюк Ніколь Брадтке               | 7–5, 4–6, 4–6 |
| Поразка   | 5.   | 23 лютого 1997  | Оклагома-Сіті, Oklahoma, USA          | Тверде   | Tami Whitlinger-Jones | Хіракі Ріка Міягі Нана                  | 4–6, 1–6      |